# Primaires présidentielles du Parti républicain américain de 1952
Les primaires présidentielles du Parti républicain américain de 1952 sont des élections internes au parti républicain ayant placé Robert Taft en tête des suffrages pour être candidat à l'élection présidentielle américaine de 1952. Ce dernier doit cependant s'effacer face à Dwight D. Eisenhower arrivé en seconde position.